# Dana Point
Dana Point és una població dels Estats Units a l'estat de Califòrnia. Segons el cens del January 1, 2010 tenia 37.326 habitants.

## Demografia
Segons el cens del 2000, Dana Point tenia 35.110 habitants, 14.456 habitatges, i 9.280 famílies. La densitat de població era de 2.041,6 habitants/km².
Dels 14.456 habitatges en un 26,2% hi vivien nens de menys de 18 anys, en un 51,4% hi vivien parelles casades, en un 8,8% dones solteres, i en un 35,8% no eren unitats familiars. En el 26% dels habitatges hi vivien persones soles el 7,1% de les quals corresponia a persones de 65 anys o més que vivien soles. El nombre mitjà de persones vivint en cada habitatge era de 2,41 i el nombre mitjà de persones que vivien en cada família era de 2,9.
Per edats la població es repartia de la següent manera: un 20,6% tenia menys de 18 anys, un 7,1% entre 18 i 24, un 31,4% entre 25 i 44, un 28% de 45 a 60 i un 13% 65 anys o més.
L'edat mediana era de 40 anys. Per cada 100 dones de 18 o més anys hi havia 98,4 homes.
La renda mediana per habitatge era de 63.043 $ i la renda mediana per família de 73.373 $. Els homes tenien una renda mediana de 52.159 $ mentre que les dones 38.902 $. La renda per capita de la població era de 37.938 $. Entorn del 3,4% de les famílies i el 6,7% de la població estaven per davall del llindar de pobresa.

## Poblacions més properes
El següent diagrama mostra les poblacions més properes.